# سیچلاید کمربندمشکی
سیچلاید کمربندمشکی با نام علمی Vieja maculicauda ، یک گونه ماهی از خانواده سیچلاید ها است که بومی آمریکای مرکزی از جنوب مکزیک تا پاناما است. 